# Assedio di Alessandria d'Egitto (30 a.C.)
L'assedio di Alessandria si risolse il 31 luglio 30 a.C. tra le forze di Ottaviano e quelle di Marco Antonio e Cleopatra nel corso della guerra civile romana.
Anche se molti uomini di Marco Antonio disertarono, Ottaviano riuscì solo faticosamente a vincere la battaglia. La diserzione proseguì e, all'inizio di agosto, Ottaviano fece un secondo vittorioso tentativo di invasione dell'Egitto.

## Secondo attacco di Ottaviano
Ottaviano lanciò via terra il secondo assalto, simultaneamente da est e da ovest, conquistando la città dopo una breve lotta. Marco Antonio si suicidò in seguito alla diserzione della propria flotta, così come fece Cleopatra nove giorni dopo.
Dopo aver fatto giustiziare Cesarione, il figlio di Cleopatra e Giulio Cesare, Ottaviano riconobbe l'importanza di possedere l'Egitto ed annesse l'ex regno tolemaico come nuova provincia romana. Dopo la conquista, tutti gli funzionari romani inviati in Egitto erano equites e nessun senatore poteva visitare il Paese senza l'esplicita autorizzazione di Ottaviano.